# Liste der Kulturdenkmäler in Niddatal
Die folgende Liste enthält die in der Denkmaltopographie ausgewiesenen Kulturdenkmäler auf dem Gebiet  der  Stadt Niddatal, Wetteraukreis, Hessen.
Hinweis: Die Reihenfolge der Denkmäler in dieser Liste orientiert sich zunächst an Stadtteilen und anschließend der Anschrift, alternativ ist sie auch nach der Bezeichnung, der vom Landesamt für Denkmalpflege vergebenen Nummer oder der Bauzeit sortierbar.
Kulturdenkmäler werden fortlaufend im Denkmalverzeichnis des Landes Hessen durch das Landesamt für Denkmalpflege Hessen auf Basis des Hessischen Denkmalschutzgesetzes (HDSchG) geführt. Die Schutzwürdigkeit eines Kulturdenkmals hängt nicht von der Eintragung in das Denkmalverzeichnis des Landes Hessen oder der Veröffentlichung in der Denkmaltopographie ab.

## Assenheim
| Bild                                                            | Bezeichnung                                                                                  | Lage                                                                         | Beschreibung | Bauzeit   | Objekt-Nr. |
| --------------------------------------------------------------- | -------------------------------------------------------------------------------------------- | ---------------------------------------------------------------------------- | --- | --------- | ---------- |
| Jüdischer Friedhof Assenheim (Niddatal)                         | Jüdischer Friedhof                                                                           | Auf dem Speckberg LageFlur: 3, Flurstück: 347                                | |           | 6403 DDB   |
| weitere Bilder                                                  | Niddatalbrücke                                                                               | Außenliegend LageFlur: 1, 5, Flurstück: 494/1, 2/1, 4/4, 4/3, 4/5, 5/3, 17/9 | Brücke der Eisenbahnstrecke Friedberg-Heldenbergen/Windecken |           | 6405 DDB   |
| Bild gesucht BW                                                 | Gräfliches Forsthaus                                                                         | Bönstädter Straße 20 LageFlur: 3, Flurstück: 234/2                           | |           | 6340 DDB   |
| weitere Bilder                                                  | Ehemalige Synagoge                                                                           | Brunnengasse 4 LageFlur: 1, Flurstück: 279                                   | |           | 6342 DDB   |
| Bild gesucht BW                                                 | Gesamtanlage Assenheim                                                                       | Lage                                                                         | |           | 6336 DDB   |
| Ehem. Schule                                                    | Ehem. Schule                                                                                 | Hauptstraße 1 LageFlur: 1, Flurstück: 374/4                                  | |           | 6344 DDB   |
| weitere Bilder                                                  |                                                                                              | Hauptstraße 12 LageFlur: 1, Flurstück: 242, 233/2, 243/1 und 245/1           | |           | 6348 DDB   |
| Bild gesucht BW                                                 |                                                                                              | Hauptstraße 25 LageFlur: 1, Flurstück: 124                                   | |           | 6350 DDB   |
| Bild gesucht BW                                                 |                                                                                              | Hauptstraße 26 LageFlur: 1, Flurstück: 257/1                                 | |           | 6352 DDB   |
| Bild gesucht BW                                                 |                                                                                              | Hauptstraße 32 LageFlur: 1, Flurstück: 266                                   | |           | 6354 DDB   |
| Bild gesucht BW                                                 |                                                                                              | Hauptstraße 33 LageFlur: 1, Flurstück: 131/4                                 | |           | 6356 DDB   |
| Bild gesucht BW                                                 | Ehem. Ökonomiehof des Schlosses                                                              | Hauptstraße 38 LageFlur: 1, Flurstück: 134/4                                 | |           | 6358 DDB   |
| Schloss des Erbgrafen zu Solms-Rödelheim und Assenheim mit Park | Schloss des Erbgrafen zu Solms-Rödelheim und Assenheim mit Park                              | Hauptstraße 42 LageFlur: 1, Flurstück: 138, 139, 140, 141/3                  | |           | 6360 DDB   |
| Bild gesucht BW                                                 | Gedenkstätte für die Opfer des Ersten Weltkrieges                                            | Hauptstraße o. Nr. LageFlur: 1, Flurstück: 197/1                             | Die in Gestalt einer Stele mit appliziertem Lorbeerkranz ausgeführte Gedenkstätte für die Assenheimer Gefallenen des 1. Weltkrieges stand in einer Nische der Schloßpark-Einfriedung. Am südlichen Ende der Hauptstraße und deren Gabelung zu Bönstädter und Nieder-Wöllstädter Straße hatte sie einen markanten Standort im Ortsbild. Sie wurde 2018 bei einem Verkehrsunfall zerstört. |           | 6362 DDB   |
| Bild gesucht BW                                                 |                                                                                              | Hintergasse 2a LageFlur: 1, Flurstück: 327                                   | |           | 6346 DDB   |
| Bild gesucht BW                                                 |                                                                                              | Mühlenstraße 1 LageFlur: 1, Flurstück: 274                                   | |           | 6364 DDB   |
| weitere Bilder                                                  | Ev. Pfarrkirche                                                                              | Mühlenstraße 3 LageFlur: 1, Flurstück: 87, 88                                | klassizistische Querkirche mit östlichem Eingangsvorbau und Westturm | 1782–1785 | 6366 DDB   |
|                                                                 |                                                                                              | Mühlenstraße 5 LageFlur: 1, Flurstück: 85/9                                  | |           | 6368 DDB   |
| Bild gesucht BW                                                 |                                                                                              | Mühlenstraße 6 LageFlur: 1, Flurstück: 98                                    | |           | 6370 DDB   |
| weitere Bilder                                                  |                                                                                              | Mühlenstraße 7 LageFlur: 1, Flurstück: 90/2                                  | |           | 6372 DDB   |
| Bild gesucht BW                                                 | Pfarrhaus                                                                                    | Mühlenstraße 8 LageFlur: 1, Flurstück: 104/1                                 | |           | 6374 DDB   |
| Bild gesucht BW                                                 | Stadtmühle                                                                                   | Mühlenstraße 9/11 LageFlur: 1, Flurstück: 90/5, 105/6                        | |           | 6376 DDB   |
| Bild gesucht BW                                                 | Amalienhof                                                                                   | Silzweg 36 LageFlur: 1, Flurstück: 156 und 157                               | |           | 6378 DDB   |
| weitere Bilder                                                  | Sachteile                                                                                    | Stadtbefestigung                                                             | |           | 6338 DDB   |
| Bild gesucht BW                                                 | Neuer christlicher Friedhof                                                                  | Steinkautenweg 11 LageFlur: 3, Flurstück: 236/3                              | |           | 6380 DDB   |
| Bild gesucht BW                                                 |                                                                                              | Wallgasse 1 LageFlur: 1, Flurstück: 101/1, 102                               | |           | 6382 DDB   |
| Bild gesucht BW                                                 | Ehem. Rentkammer                                                                             | Wallgasse 2 LageFlur: 1, Flurstück: 113/1 und 114/1                          | |           | 6384 DDB   |
| Bild gesucht BW                                                 |                                                                                              | Wallgasse 8 LageFlur: 1, Flurstück: 112/4                                    | |           | 6386 DDB   |
| Bild gesucht BW                                                 | Alter christlicher Friedhof mit Begräbnisstätte der Grafen von Solms-Rödelheim und Assenheim | Wirtsgasse LageFlur: 1, Flurstück: 703, 704                                  | |           | 6401 DDB   |
| weitere Bilder                                                  | Rathaus                                                                                      | Wirtsgasse 1 LageFlur: 1, Flurstück: 271                                     | |           | 6388 DDB   |
| weitere Bilder                                                  |                                                                                              | Wirtsgasse 3 LageFlur: 1, Flurstück: 272 und 273                             | |           | 6390 DDB   |
| Bild gesucht BW                                                 |                                                                                              | Wirtsgasse 5 LageFlur: 1, Flurstück: 122                                     | |           | 6392 DDB   |
| Bild gesucht BW                                                 |                                                                                              | Wirtsgasse 8 LageFlur: 1, Flurstück: 123                                     | |           | 6394 DDB   |
| Bild gesucht BW                                                 | Sachteil 'Eckpfosten'                                                                        | Wirtsgasse 14 LageFlur: 1, Flurstück: 127/7                                  | |           | 6395 DDB   |
| Bild gesucht BW                                                 |                                                                                              | Wirtsgasse 15 LageFlur: 1, Flurstück: 115                                    | |           | 6397 DDB   |
| Bild gesucht BW                                                 |                                                                                              | Wirtsgasse 16 LageFlur: 1, Flurstück: 130/1                                  | |           | 6399 DDB   |

## Bönstadt
| Bild                 | Bezeichnung           | Lage                                                       | Beschreibung | Bauzeit | Objekt-Nr. |
| -------------------- | --------------------- | ---------------------------------------------------------- | ------------ | ------- | ---------- |
|                      |                       | Assenheimer Straße 1 LageFlur: 1, Flurstück: 190 und 189/1 |              |         | 6435 DDB   |
| Bild gesucht BW      |                       | Erbstädter Straße 3 LageFlur: 1, Flurstück: 83/1           |              |         | 6437 DDB   |
| Neue Schule von 1881 | Neue Schule von 1881  | Erbstädter Straße 4 LageFlur: 1, Flurstück: 204/1          |              |         | 6439 DDB   |
| Bild gesucht BW      |                       | Erbstädter Straße 5 LageFlur: 1, Flurstück: 84/1           |              |         | 6441 DDB   |
|                      |                       | Erbstädter Straße 26 LageFlur: 1, Flurstück: 217/1         |              |         | 6443 DDB   |
| Bild gesucht BW      | Jüdischer Friedhof    | Erbstädter Straße o. Nr. LageFlur: 1, Flurstück: 332       |              |         | 6445 DDB   |
| Bild gesucht BW      | Gesamtanlage Bönstadt | Lage                                                       |              |         | 6433 DDB   |
| Bild gesucht BW      |                       | Hofgasse 1 LageFlur: 1, Flurstück: 176 und 175/1           |              |         | 6447 DDB   |
| Bild gesucht BW      |                       | Kaicher Ecke 7 LageFlur: 1, Flurstück: 122/1               |              |         | 6449 DDB   |
| Bild gesucht BW      |                       | Kaicher Ecke 9 LageFlur: 1, Flurstück: 121                 |              |         | 6451 DDB   |

## Ilbenstadt
| Bild                                                                       | Bezeichnung                                                                 | Lage                                                            | Beschreibung | Bauzeit | Objekt-Nr. |
| -------------------------------------------------------------------------- | --------------------------------------------------------------------------- | --------------------------------------------------------------- | ------------ | ------- | ---------- |
| Bild gesucht BW                                                            | Ehem. Niddabrücke                                                           | Friedberger Straße o. Nr. LageFlur: 1, Flurstück: 415/3, 415/4, |              |         | 6457 DDB   |
| Bild gesucht BW                                                            | Gesamtanlage Ilbenstadt                                                     | Lage                                                            |              |         | 6455 DDB   |
| Unteres Tor                                                                | Unteres Tor                                                                 | Im Kloster 1/2 LageFlur: 1, Flurstück: 131, 134/1               |              |         | 6459 DDB   |
| Ökonomiehof                                                                | Ökonomiehof                                                                 | Im Kloster 1/3 LageFlur: 1, Flurstück: 134/1                    |              |         | 6475 DDB   |
| Bild gesucht BW                                                            |                                                                             | Im Kloster 3/4 LageFlur: 1, Flurstück: 115, 117/1               |              |         | 6461 DDB   |
| Oberes Tor, sogenannter 'Gottfriedsbogen'                                  | Oberes Tor, sogenannter 'Gottfriedsbogen'                                   | Im Kloster 5 LageFlur: 1, Flurstück: 122/1                      |              |         | 6463 DDB   |
| Klostermauer mit ehem. Mutter-Gottes-Kapelle                               | Klostermauer mit ehem. Mutter-Gottes-Kapelle                                | Im Kloster 6 LageFlur: 1, Flurstück: 122/1                      |              |         | 6477 DDB   |
| Bild gesucht BW                                                            | Konventsgebäude und Prälatenbau                                             | Im Kloster 6 LageFlur: 1, Flurstück: 128/1 und 125/1            |              |         | 6465 DDB   |
| Bild gesucht BW                                                            | Krankenhaus                                                                 | Im Kloster 6 LageFlur: 1, Flurstück: 123                        |              |         | 6467 DDB   |
| Kath Pfarrkirche, ehem. Klosterkirche St. Maria, St. Petrus und St. Paulus | Kath Pfarrkirche, ehem. Klosterkirche St. Maria, St. Petrus und St. Paulus  | Im Kloster 7 LageFlur: 1, Flurstück: 127/1                      |              |         | 6469 DDB   |
| Bild gesucht BW                                                            | Ehem. Armen- und Fremdenhaus                                                | Im Kloster 8 LageFlur: 1, Flurstück: 129/3                      |              |         | 6471 DDB   |
| Bild gesucht BW                                                            | Ev. Kirche, ursprünglich Grabkapelle der Grafen von Altleiningen-Westerburg | Im Kloster 9 LageFlur: 1, Flurstück: 126                        |              |         | 6473 DDB   |
| Bild gesucht BW                                                            |                                                                             | Mühlgasse 2 LageFlur: 1, Flurstück: 185/8                       |              |         | 6479 DDB   |
| Bild gesucht BW                                                            |                                                                             | Mühlgasse 11 LageFlur: 1, Flurstück: 207/1                      |              |         | 6481 DDB   |
| Bild gesucht BW                                                            | Ehemalige Klostermühle mit Abtsstatue                                       | Mühlgasse 24 LageFlur: 1, Flurstück: 360/1                      |              |         | 6483 DDB   |
| Bild gesucht BW                                                            | 'Nonnenhof', ehem. Prämonstratenserinnen-Kloster Nieder-Ilbenstadt          | Nonnenhof LageFlur: 15, Flurstück: 16/1                         |              |         | 6487 DDB   |
| Bild gesucht BW                                                            |                                                                             | Schloßgasse 12 LageFlur: 1, Flurstück: 161                      |              |         | 6485 DDB   |

## Kaichen
| Bild                        | Bezeichnung                 | Lage                                                  | Beschreibung | Bauzeit | Objekt-Nr. |
| --------------------------- | --------------------------- | ----------------------------------------------------- | ------------ | ------- | ---------- |
| Römischer Brunnen           | Römischer Brunnen           | Am Appenwinkel LageFlur: 3, Flurstück: 25             |              |         | 6509 DDB   |
| Ev. Pfarrkirche             | Ev. Pfarrkirche             | Bogenstraße 5 LageFlur: 1, Flurstück: 162             |              |         | 6493 DDB   |
|                             |                             | Brunnenstraße 1 LageFlur: 1, Flurstück: 82            |              |         | 6495 DDB   |
| Amtshaus der Burg Friedberg | Amtshaus der Burg Friedberg | Brunnenstraße 6 LageFlur: 1, Flurstück: 158/1         |              |         | 6497 DDB   |
| Viehtränke                  | Viehtränke                  | Brunnenstraße o. Nr. LageFlur: 1, Flurstück: 409/2    |              |         | 6499 DDB   |
|                             |                             | Freigerichtstraße 33 LageFlur: 1, Flurstück: 1        |              |         | 6501 DDB   |
| Bild gesucht BW             |                             | Freigerichtstraße 35+40 LageFlur: 1, Flurstück: 4, 32 |              |         | 6503 DDB   |
| Gedenkstätte                | Gedenkstätte                | Freigerichtstraße 52 LageFlur: 1, Flurstück: 17/2     |              |         | 6505 DDB   |
| Freigerichtsstuhl           | Freigerichtsstuhl           | Freigerichtstraße o. Nr. LageFlur: 1, Flurstück: 221  |              |         | 6507 DDB   |
| Bild gesucht BW             | Gesamtanlage Kaichen        | Lage                                                  |              |         | 6491 DDB   |

## Wickstadt
| Bild            | Bezeichnung                       | Lage                                                              | Beschreibung | Bauzeit | Objekt-Nr. |
| --------------- | --------------------------------- | ----------------------------------------------------------------- | ------------ | ------- | ---------- |
| Ansicht von W   | Sachgesamtheit Friedhof Wickstadt | Außenliegend LageFlur: 13, Flurstück: 6                           |              |         | 6427 DDB   |
| Bild gesucht BW | Gesamtanlage Wickstadt            | Lage                                                              |              |         | 6409 DDB   |
| Ansicht von S   | Hofgut Wickstadt                  | Wickstadt 1 LageFlur: 15, Flurstück: 7/1                          |              |         | 6411 DDB   |
| Ansicht von W   | Pfortenturm                       | Wickstadt 4 LageFlur: 15, Flurstück: 18/4                         |              |         | 6413 DDB   |
| Bild gesucht BW |                                   | Wickstadt 5/6 und 7/8 LageFlur: 15, Flurstück: 18/4, 23, 22, 21/1 |              |         | 6415 DDB   |
| Bild gesucht BW |                                   | Wickstadt 12 LageFlur: 15, Flurstück: 25/1                        |              |         | 6417 DDB   |
| Bild gesucht BW |                                   | Wickstadt 13 LageFlur: 15, Flurstück: 14/1                        |              |         | 6419 DDB   |
| Ansicht von NW  | Kath. Pfarrkirche St. Nikolaus    | Wickstadt 14 LageFlur: 15, Flurstück: 10/1 und 10/2               |              |         | 6421 DDB   |
| Bild gesucht BW | Pfarrhaus                         | Wickstadt 16 LageFlur: 15, Flurstück: 12/1                        |              |         | 6423 DDB   |
| Bild gesucht BW |                                   | Wickstadt 18 LageFlur: 15, Flurstück: 3                           |              |         | 6425 DDB   |
| Ansicht von SW  | Kath. Wallfahrtskirche Sternbach  | Wickstadt 20 LageFlur: 21, Flurstück: 3                           |              |         | 6429 DDB   |